# Ibaiondo
Ibaiondo es el distrito número 5 correspondiente a las divisiones administrativas de Bilbao (Vizcaya) España. Se divide en los barrios de Achuri, Bilbao La Vieja, Casco Viejo, Iturralde, La Peña, Miribilla, San Adrián, San Francisco, Solocoeche y Zabala, cobrando las dos márgenes de la ría de Bilbao. En el distrito se encuentra el núcleo originario de la villa, el Casco Viejo o Siete Calles (Zazpi kaleak, en euskera), donde se ubican los edificios más antiguos de la capital, incluidas la catedral de Santiago y la iglesia de San Antón, ambas construidas alrededor del siglo XV. En la actualidad el distrito conjuga esta zona medieval con otras de más reciente inauguración, como Miribilla, cercano al barrio de Bilbao La Vieja, cuyas obras de urbanización comenzaron en 1999 y finalizaron dos años después.
El distrito es el de mayor extensión de Bilbao, con 9,65 km² (el 25 % del total del término municipal), aunque su área urbanizada es de apenas 2,45 km², correspondiendo el terreno restante al monte Pagasarri. Es también el distrito más poblado, con 61 184 habitantes en 2016.

## Ubicación

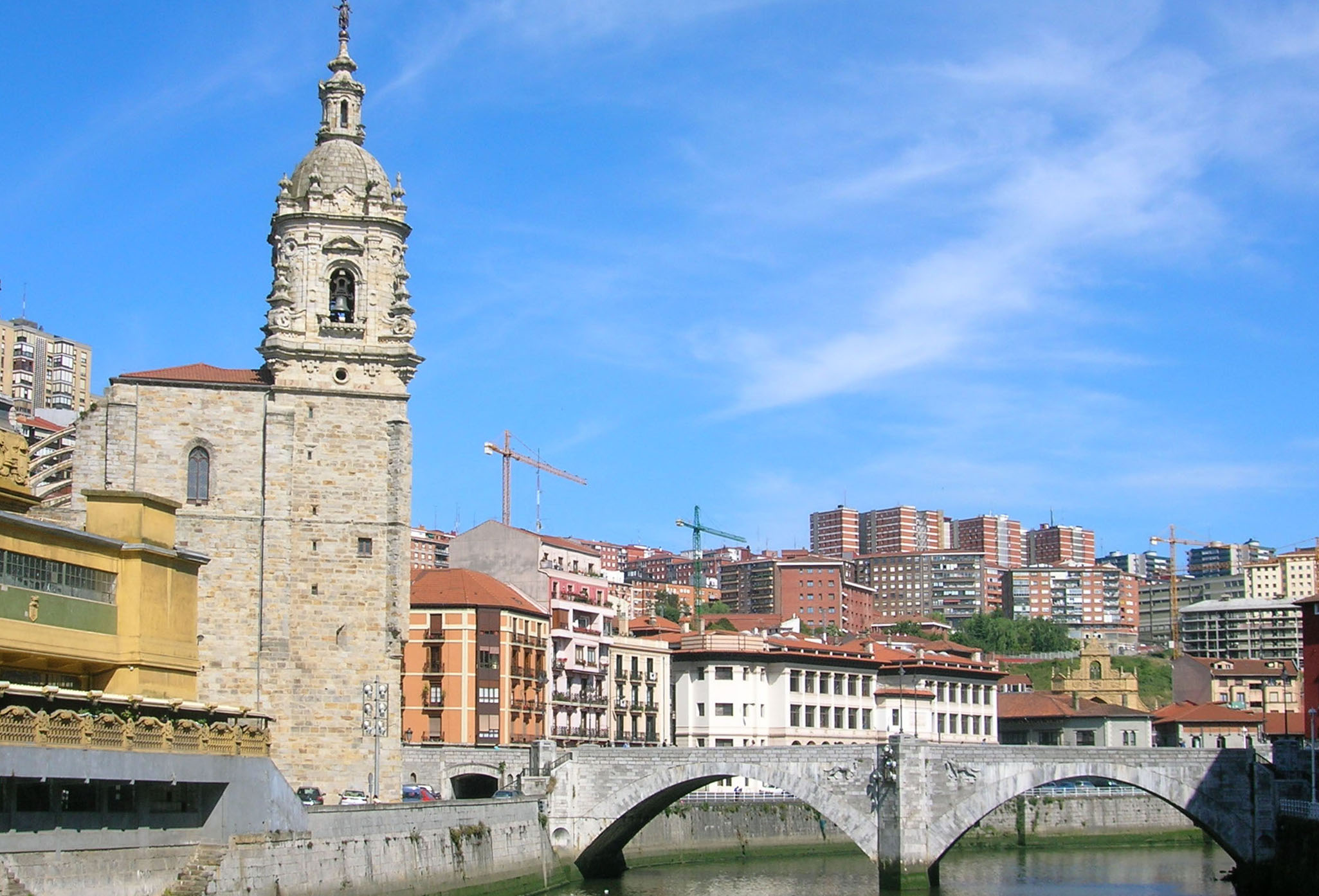
Iglesia y puente de San Antón sobre la ría. Detrás, Atxuri y, en lo alto, Santuchu.

El distrito se ubica en el extremo sureste del municipio, limitando con el término municipal de Arrigorriaga al este y una pequeña porción de Alonsótegui al sur. Internamente limita con los distritos de Begoña al este, Uribarri al norte y al oeste con Abando y Recalde. La ría de Bilbao lo atraviesa de este a oeste, entre los barrios de Achuri y Casco Viejo en la margen derecha y Bilbao La Vieja y San Francisco en la izquierda.

## Barrios

### Atxuri

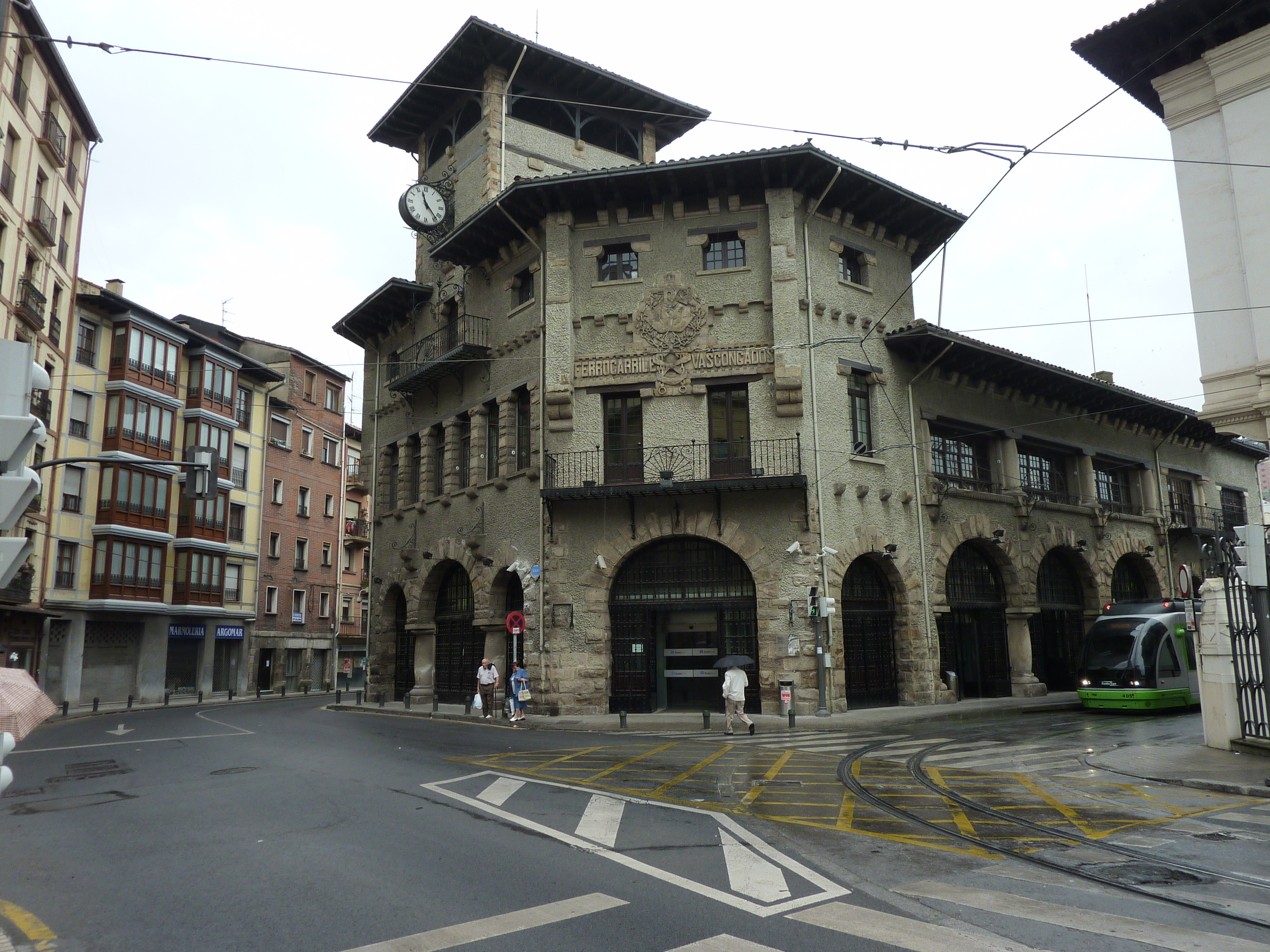
Estación de Bilbao-Atxuri

El barrio de Achuri (en euskera y oficialmente Atxuri) obtiene su nombre en la unión de las palabras vascas haitz y zuri, que vienen a significar roca blanca. Tiene 5508 habitantes y una superficie de 17,79 hectáreas. Es uno de los barrios más antiguos de Bilbao, originalmente era el suburbio sur de la antigua ciudad medieval, el actual Casco Viejo.
En 1825 se construyó en Atxuri el Nuevo Hospital de Bilbao, obra de Silvestre Pérez, que estuvo en funcionamiento hasta que en 1908 se construyó el hospital de Basurto. De estilo neoclásico, correspondía al modelo británico de hospitales, con distribución por servicios y forma de E. En la actualidad el edificio del antiguo hospital alberga el Instituto de Enseñanza Secundaria Emilio Campuzano.
En Achuri se encuentra la antigua estación de Euskotren Trena de Bilbao-Achuri, diseñada por Manuel María Smith y en la que actualmente para la línea del Tranvía de Bilbao de Euskotren Tranbia.
Su vía más importante es la calle Achuri.

### Bilbao la Vieja

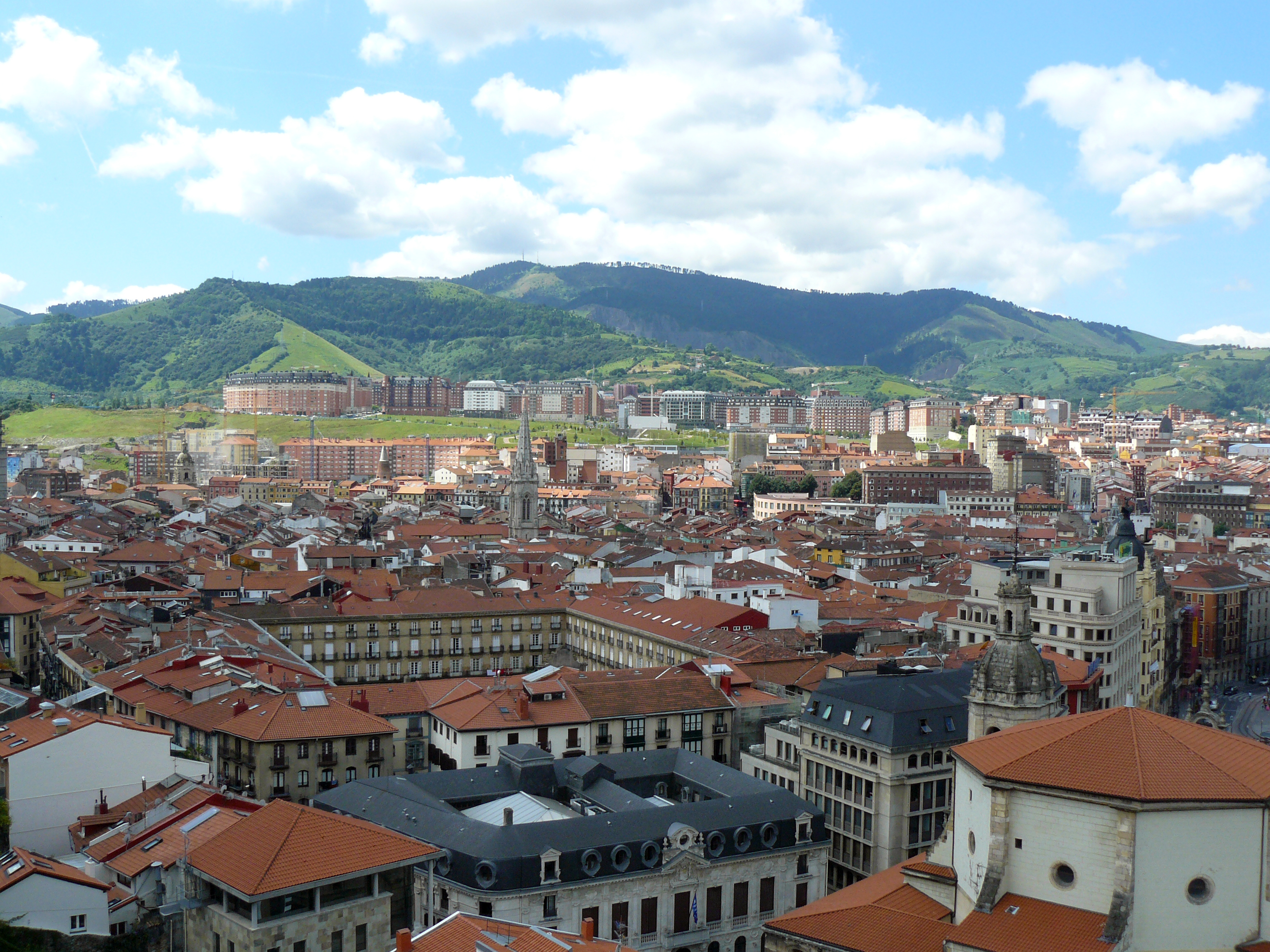
Casco Viejo (abajo), Bilbao la Vieja (detrás, bajo la ladera verde) y Miribilla (sobre la primera ladera verde).

El barrio de Bilbao la Vieja (en euskera Bilbo Zaharra) tiene una población de 3393 habitantes y una extensión de 0,21 km². En los últimos años se ha hecho habitual el considerar también como Bilbao la Vieja a los barrios limítrofes de San Francisco y Zabala, generando una cierta confusión. 
Se encuentra en la margen izquierda del Ibaizabal, y se comunica con el casco viejo por medio del puente de San Antón, que figura en el escudo de la villa. Pertenecen a Bilbao La Vieja los muelles de Urazurrutia y Martzana. El desarrollo del barrio ha estado íntimamente ligado a las antiguas minas del monte Miribilla. Era en Bilbao la Vieja, junto con la zona de Las Cortes del barrio de San Francisco, donde se alojaba la mayoría de los mineros, configurándose el barrio con base en las necesidades de los miles de trabajadores que llegaron para trabajar en las minas.
A inicios del siglo XXI el barrio sufrió una profunda transformación, que ha modificado gran parte de su trazado urbano, debido a la gran operación urbanística que supuso la creación del nuevo barrio de Miribilla en los terrenos de las minas en desuso. La apertura de vías de tráfico necesarias para el nuevo barrio conllevó la demolición de parte del barrio antiguo con el realojo de parte del vecindario en una zona renovada que se conoce popularmente como la «zona baja de Miribilla», nombre del barrio vecino.
Las calles más significativas son las de Urazurrutia, Bilbao La Vieja y Claudio Gallastegui, esta última de nueva construcción.

### Casco Viejo
El Casco Viejo, también conocido como Las Siete Calles (en euskera Alde Zaharra o Zazpi Kaleak), se encuentra en la margen derecha de la Ría de Bilbao y es el núcleo originario de la villa de Bilbao. Es conocido como Siete Calles dado a las siete primeras calles que formaron el barrio: Somera, Artekale, Tendería, Belostikale, Carnicería Vieja, Barrenkale y Barrenkale Barrena. En el barrio también se encuentran las iglesias de San Nicolás, la de San Antón y la catedral de Santiago. Otros edificios importantes son la plaza Nueva, donde se encuentra la sede de la Real Academia de la Lengua Vasca, el Mercado de la Ribera o la plaza de Miguel de Unamuno desde la que parten las Calzadas de Mallona, que comunicaban el antiguo núcleo urbano de Bilbao con Begoña.
En el Casco Viejo de Bilbao se localizan además el Museo Vasco y el Museo Arqueológico, las casas de natales de, entre otros, Miguel de Unamuno y José Antonio Aguirre y la sede social del BBVA.
Tiene una población de 7070 habitantes repartidos en un área de 0,52 km²
En este barrio se encuentran las estaciones de Zazpikaleak/Casco Viejo, correspondiente a las líneas 1, 2 y 3 de Metro de Bilbao y a las líneas E1, E3 y E4 de Euskotren Trena; y Arriaga de Euskotren Tranbia. Asimismo cuenta con un ascensor que comunica la calle Esperanza con el parque Echevarría.

### Iturrialde
Barrio de urbanismo denso con una población de 5628 habitantes que comunica el Casco Viejo con el barrio de Santuchu a través de la calle Iturribide, muy frecuentada por la juventud en su extremo cercano al Casco Viejo. En Iturralde se encuentra el Museo de Pasos de Semana Santa de Bilbao. 
El barrio cuenta con un ascensor que comunica la calle Prim con el barrio de Santuchu.

### La Peña

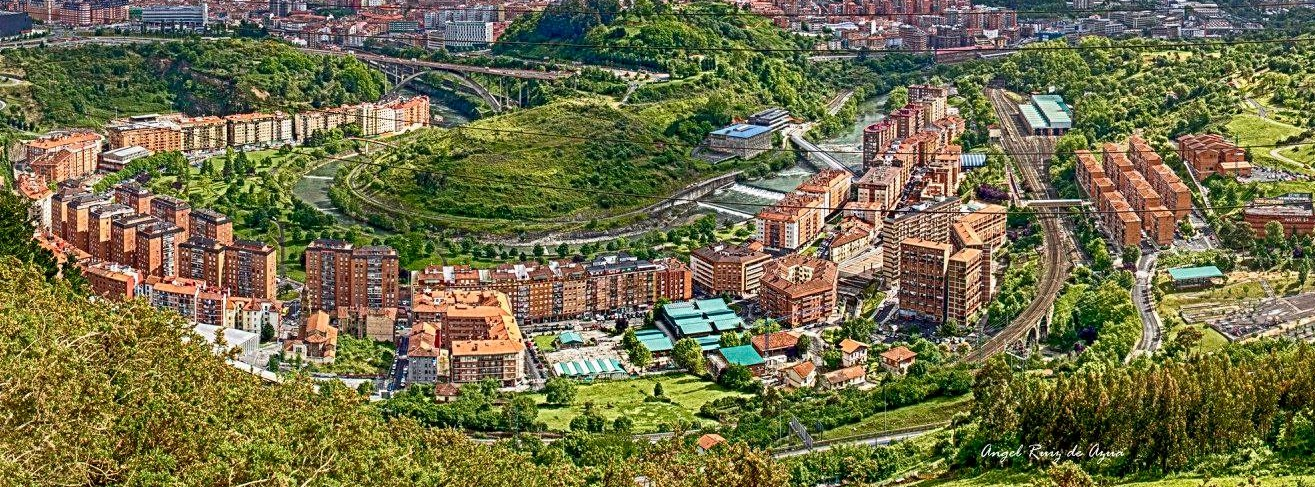
Vista de Abusu-La Peña desde Arnotegi

Tiene una población de 7697 habitantes.
Cuenta con un extenso parque junto a la ría y un polideportivo con un destacado diseño.
Zamácola es el nombre de la principal calle de La Peña.
En el barrio se encuentra la estación de La Peña de la línea C-3 de Renfe Cercanías Bilbao.
El nombre en euskera y antiguo de La Peña es Abusu.

### Miribilla

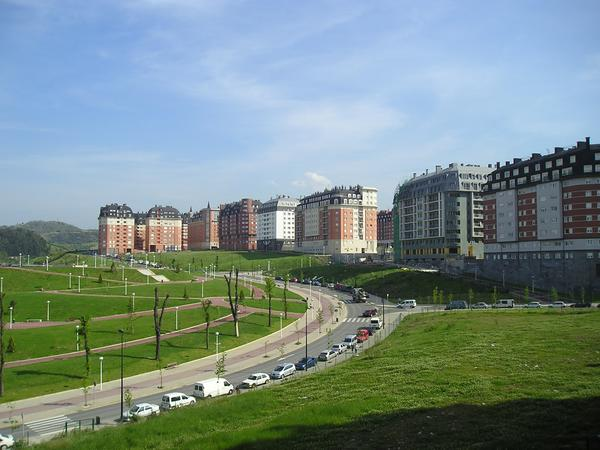
Vista del nuevo barrio de Miribilla.

Miribilla es un barrio de nueva construcción de 8705 habitantes con amplias zonas verdes y múltiples equipamientos públicos, como son el palacio de deportes Bilbao Arena, la nueva sede central de Policía municipal y bomberos o el frontón Vizcaya. Tanto estos edificios como la iglesia de Santa María Josefa cuentan con un diseño arquitectónico destacado.
Cuenta con importantes vías públicas, tales como la avenida Libertad ("Askatasuna", en euskera) o los Jardines de Guernica.
En el barrio se encuentra la estación de Miribilla de la línea C-3 de Renfe Cercanías Bilbao.

### San Adrián
San Adrián es un barrio eminentemente residencial, con una población de 4.686 habitantes, y que cuenta con varias zonas verdes y equipamientos educativos.
Algunas de las calles más transitadas son las de Goikotorre o la avenida San Adrián.

### San Francisco

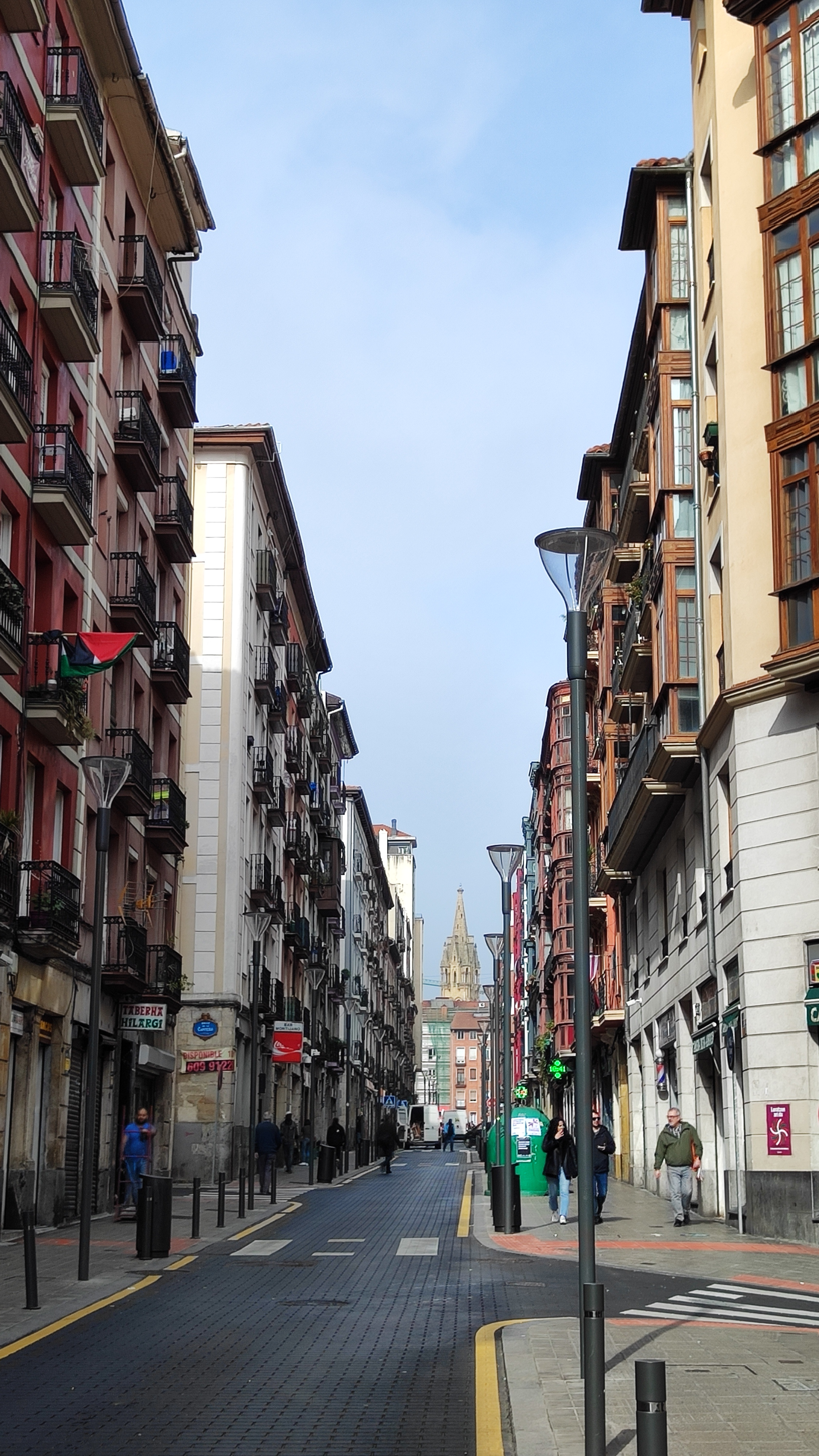
Calle San Francisco

El barrio de San Francisco es uno de los barrios obreros con más solera de Bilbao, originalmente un suburbio de la anteiglesia de Abando pero más cercano a la villa aunque separado de esta por la ría, hoy en día se encuentra en el centro, a pesar de lo cual, hasta su intervención a finales del siglo XX siempre quedó apartada de las planificaciones urbanas de la villa de Bilbao. San Francisco es célebre por su fuerte carácter multicultural, el históricamente importante porcentaje de moradores inmigrantes, la muy amplia red de comercios de todo tipo regentados por bilbaínos de origen extranjero y una importante comunidad de ciudadanos gitanos. El barrio ha concentrado históricamente, junto con Bilbao La Vieja, los burdeles de la villa, alcanzado sus prostíbulos y locales de espectáculos un importante reconocimiento hasta la década de los años 80 del siglo XX, cuando la zona de Las Cortes era todavía conocida como "La palanca", por la herramienta que usaban los mineros barrenadores y que portaban después del trabajo. Hoy en día sigue contando con múltiples locales de ocio, con famosos locales para el público gay o restaurantes de todo tipo.
Como consecuencia de su pobreza y falta de desarrollo social o urbanístico tradicionalmente el barrio de San Francisco ha transmitido una fuerte sensación de inseguridad, que los problemas con la heroína de los años 80, apoyada esta por fuertes estereotipos, no hizo más que acrecentar. La colocación de cámaras de video vigilancia en algunas de sus callesfue uno de los resultados de esta situación, narrada por el escritor Jon Arretxe en su libro 19 cámaras,origen de la serie televisiva Detective Touré.
En San Francisco se encuentra el Museo de Reproducciones Artísticas y el espacio cultural Bilborock (en la antigua iglesia de La Merced). Destaca además el centro municipal de La Cantera con distintos equipamientos para formación y empleo o el Centro de Educación de Personas Adultas en la calle Luis Iruarrizaga 13.
Se trata de un barrio con una importante vida callejera: algunos de los espacios públicos más frecuentados son la plaza del puente Cantalojas y la plaza Corazón de María. Esta última plaza es el mayor espacio abierto del barrio de San Francisco; acoge en el subsuelo los restos de la que fue la iglesia más grande de Vizcaya en los siglos XV y XVI. En esta plaza ocasionalmente se desarrollan actividades culturales y comunitarias tales como Arroces del Mundo, fiesta intercultural, popular y participativa organizada por la Coordinadora de grupos de Bilbao La Vieja, San Francisco y Zabala con la colaboración de otras organizaciones sociales desde el 2003. Unas amplias aberturas permiten observar los restos del antiguo templo que aquí se ubicaba. Por otro lado, la cercana plaza de La Cantera tiene una importante significación política ya que el Partido Socialista Obrero Español tuvo su primera agrupación vasca en este barrio y en ella dio importantes mítines Facundo Perezagua, dirigidos a los mineros y obreros que residían en el barrio.

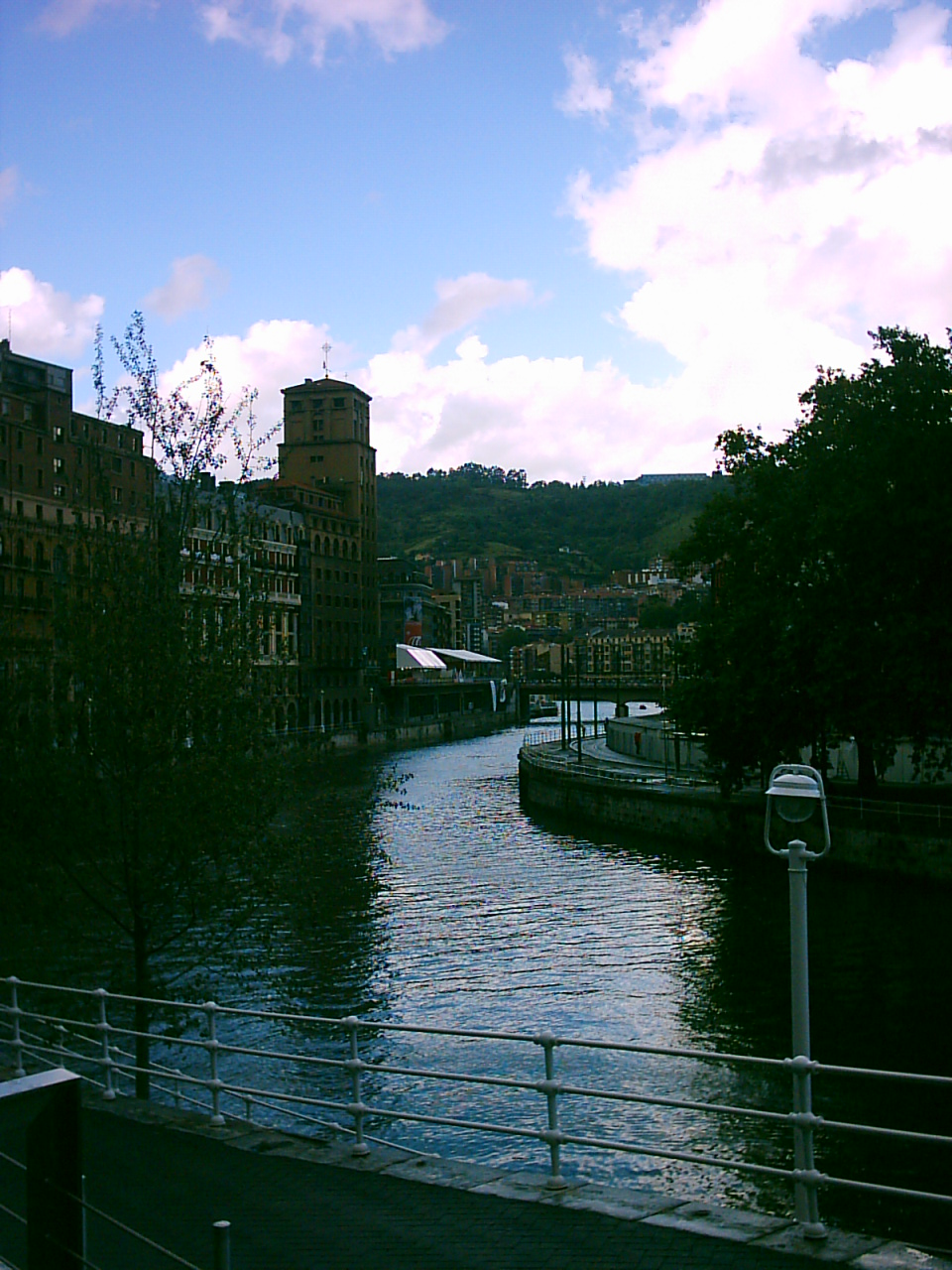
La ría de Bilbao a su paso por Ibaiondo.

Sus dos vías principales son la calle San Francisco y la calle Cortes y destacan en su callejero los nombres de calles relacionados con el bando liberal después de la segunda guerra carlista y el sitio de Bilbao, además de los tres puentes (Ribera, Merced y Cantalojas) que lo unen a los barrios vecinos.
Tiene una población de 7306 habitantes.

### Solocoeche
Barrio residencial próximo a Santuchu y con un urbanismo muy denso, tiene una población de 6183 habitantes. Solocoeche cuenta con un ascensor que lo comunica con el Casco Viejo.
Destacan las calles Fika y Zabalbide.
Cuenta con la antigua Maternidad reconvertida hoy en ambulatorio y centro de salud mental. Además, en el edificio de La Galera (lo que queda de la antigua cárcel de Larrinaga) se encuentra la sede de la escuela municipal de música.
Es un barrio tranquilo, agradable, y muy próximo al Casco Viejo y a la mayoría de los medios de transporte.

### Zabala
Zabala es un barrio de carácter obrero, con una población de 5008 habitantes, en el que destacan los edificios de viviendas destinados a trabajadores ferroviarios. Cuenta además con una destacada comunidad gitana.
Su arteria principal es la calle Bruno Mauricio Zabala, conocida popularmente como "calle Zabala".
En el barrio se encuentra la estación de Zabalburu de la línea C-1 y C-2 de Renfe Cercanías Bilbao.

## Transporte público
- En tren: estaciones de Abando, La Concordia y Zabalburu
- En tranvía: estación de Achuri
- En metro: estación de Abando
- En coche: aparcamiento Abando, calle Particular del Norte